# Turnera tapajoensis
Turnera tapajoensis är en passionsblomsväxtart som beskrevs av Carlos Alberto Ferreira de Moura. Turnera tapajoensis ingår i släktet Turnera och familjen passionsblomsväxter. Inga underarter finns listade i Catalogue of Life.